# Marthe Gosteli
Marthe Gosteli, née le 22 décembre 1917 à Worblaufen et morte le 7 avril 2017 est une archiviste suisse et militante pour le suffrage féminin en Suisse.

## Biographie
Marthe Gosteli est la fille d’Ernst Gosteli, fermier et membre du Parti des paysans, artisans et bourgeois et Johanna Ida Salzmann. Dans la famille Gosteli on discute des actualités politiques. Marthe et ses sœurs sont impressionnées par la droiture et l’humanitarisme de leur mère. Elles comprennent aussi très tôt que la formation aux idées politiques est importante, et que l’engagement politique est indispensable pour pouvoir changer les choses,. 
Marthe Gosteli fait des études commerciales et effectue des séjours linguistiques en Suisse romande et à Londres. Pendant la Deuxième Guerre mondiale  elle est employée à la division presse et radio de l’état major de l’armée. Après la guerre elle est la directrice de la section film au service d’information de l’ambassade des États-Unis à Berne. 
En 1940, elle s’engage dans le mouvement féministe,. En 1964, elle est la présidente de l’Association bernoise pour le suffrage féminin. En 1967 elle est la vice-présidente de l’Alliance des sociétés féminines suisses. En 1970/71, elle préside la Communauté de travail des associations féminines suisses pour les droits politiques de la femme. Grâce à ses compétences en négociation, cette organisation contribue fortement à l’acceptation du suffrage féminin au niveau fédéral,. 
En 1982, elle crée la Fondation Gosteli (Gosteli-Stiftung), l’archive de l’histoire du mouvement féminin en Suisse,.

## Distinction
- 2011 : prix de la Société internationale pour les droits de l'homme, conjointement avec Beatrix Mesmer[6]

## Publications
- (de + fr) Marthe Gosteli (dir.), Histoire oubliée : Chronique illustrée du mouvement féministe 1914-1963, Berne, Stämpfli Verlag, 2000, 1062 p. (ISBN 3-7272-9256-3)

## Récompenses
- 1989 : Prix Trudy Schlatter
- 1992 : Médaille de la bourgeoisie de Berne
- 1995 : Doctorat honoris causa de l’université de Berne
- 2011 : Prix suisse des droits de l’homme